# كونان (آيتشي)
كونان مدينة تقع ضمن محافظة آيتشي في اليابان، تأسست في 6/1/1954، بلغ عدد تعداد سكانها في 1 يناير – 2008 حوالي 100064 مساحتها الإجمالية حوالي 30.17 كم٢ لتصبح كثافة سكانها 3317 نسمة لكل كيلو متر مربع.

## توأمة
لكونان (آيتشي) اتفاقيات توأمة مع كل من:
- تسوشيما
- فوجيوكا
- توميوكا
- هانيا
- كاسوكابي
- فوجيمي
- فوجيساوا
- فوجيدا
- بوركينا فاسو (2005 - )
- ولايات ميكرونيسيا المتحدة (2005 - )

## أعلام
- تسويوشي وادا